# Filmjahr 1918
Liste der Filmjahre

◄◄ | ◄ | 1914 | 1915 | 1916 | 1917 | Filmjahr 1918 | 1919 | 1920 | 1921 | 1922 | ► | ►►

Weitere Ereignisse

## Ereignisse

### Uraufführungen

#### Vereinigte Staaten

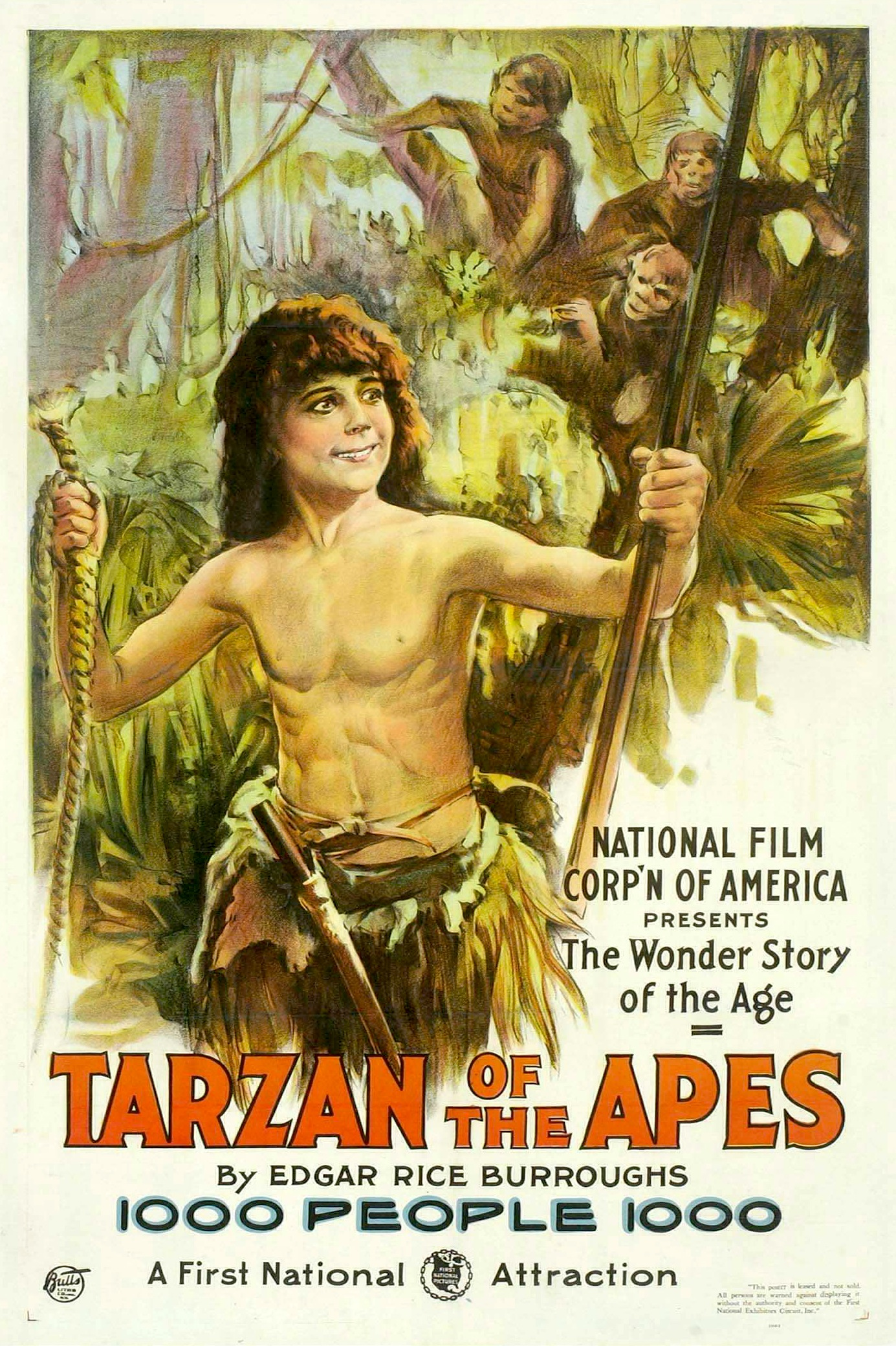
Filmplakat Tarzan bei den Affen mit Elmo Lincoln

- 27. Januar: Mit Tarzan of the Apes (Tarzan bei den Affen) unter der Regie von Scott Sidney kommt der erste Tarzan-Film in die Kinos. In der Hauptrolle ist Elmo Lincoln zu sehen. Gordon Griffith spielt Tarzan als Kind.
- 9. März: In New York kommt der US-amerikanische Kriegspropagandafilm The Kaiser, the Beast of Berlin in die Kinos. Regisseur Rupert Julian spielt auch die Titelrolle.
- 14. April: Die Stummfilmkomödie A Dog’s Life (Ein Hundeleben) von und mit Charlie Chaplin kommt in die Kinos. Charlies Bruder Syd steht in dem Film erstmals mit ihm gemeinsam vor der Kamera.
- 20. Juli: Der US-amerikanische Animations- und Propagandafilm The Sinking of the Lusitania des Karikaturisten und Comiczeichners Winsor McCay erscheint. Er ist der älteste heute noch erhaltene animierte Dokumentarfilm.
- 11. August: Der Stummfilm Mickey mit Mabel Normand in der Titelrolle wird der erfolgreichste Spielfilm des Jahres.
- 15. September: In den Vereinigten Staaten wird der Slapstick-Kurzfilm The Cook mit Roscoe Arbuckle und Buster Keaton in den Hauptrollen uraufgeführt.

- 4. Oktober: Charlie Chaplins Propagandafilm The Bond (Die Anleihe) hat seine Uraufführung. Zwei Wochen später wird die Komödie Shoulder Arms (Gewehr über) uraufgeführt, die zu einem von Chaplins größten finanziellen Erfolgen wird.

#### Europa

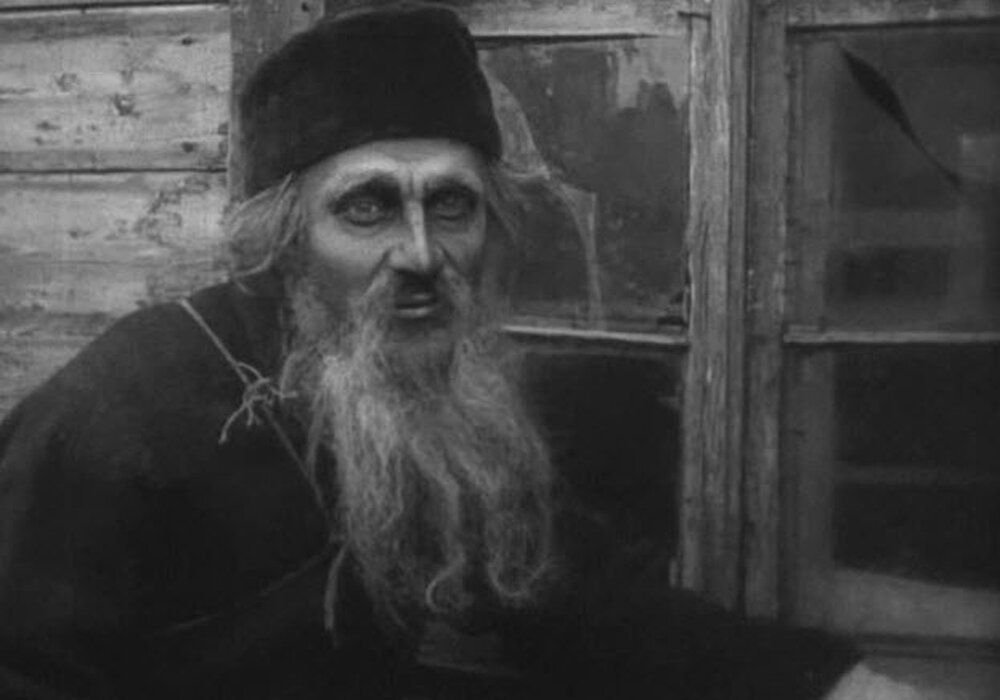
Iwan Mosschuchin als Pater Sergius im gleichnamigen Film

- Mai: Das im Vorjahr gedrehte russische Stummfilmdrama Отец Сергий (Pater Sergius) von Jakow Protasanow mit Iwan Mosschuchin in der Titelrolle hat seine Uraufführung. Das Drehbuch von Alexander Wolkow basiert auf der gleichnamigen Kurzgeschichte von Lew Tolstoi.
- 20. Dezember: Im Union Theater Kurfürstendamm hat der Spielfilm Carmen von Ernst Lubitsch nach der gleichnamigen Oper seine Uraufführung. Pola Negri gelingt mit der Titelrolle der internationale Durchbruch.
- Der ungarische Stummfilm Alraune, den die beiden ungarischen Regisseure Mihály Kertész (später Michael Curtiz) und Ödön Fritz für die Budapester Filmgesellschaft Phoenix realisierten, hat seine Uraufführung.

### Weitere Ereignisse

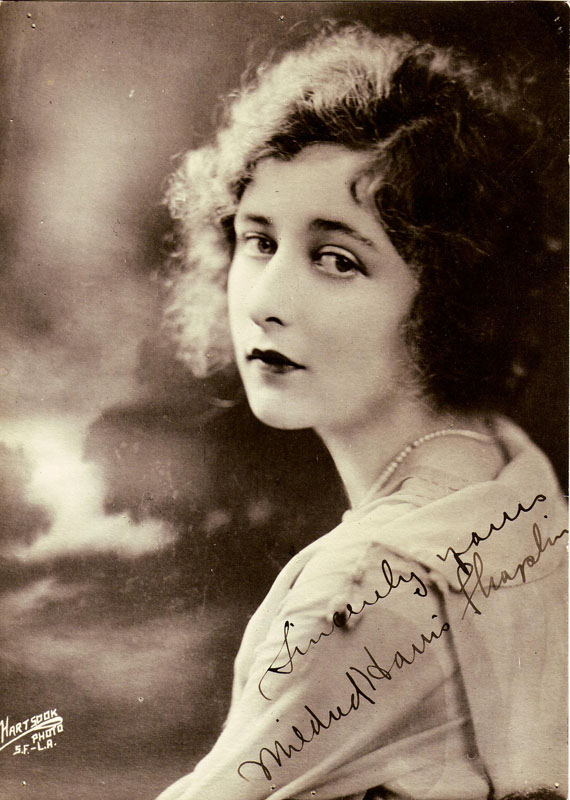
Mildred Harris um 1918

- 23. September: Charlie Chaplin heiratet die 16-jährige Mildred Harris. Ihre Schwangerschaft – der Anlass der schnellen Heirat – stellt sich wenig später als Fehlalarm heraus.

- Die vier aus Polen stammenden Brüder Harry, Albert, Samuel und Jack L. Warner errichten ein Filmstudio am Sunset Boulevard.

### Erfolgreichste Filme
Die sechs erfolgreichsten Filme an den US-amerikanischen Kinokassen nach Einspielergebnis:
| Platz | Filmtitel                | Einspielergebnis in US-Dollar |       |
| ----- | ------------------------ | ----------------------------- | ----- |
| 1.    | Tarzan of the Apes       | 1.500.000                     | [ 1 ] |
| 2.    | Old Wives for New        | 286.504                       | [ 2 ] |
| 3.    | The Squaw Man            | 283.556                       | [ 2 ] |
| 4.    | The Whispering Chorus    | 242.109                       | [ 2 ] |
| 5.    | We Can’t Have Everything | 207.890                       | [ 2 ] |
| 6.    | Till I Come Back to You  | 183.834                       | [ 2 ] |

## Geboren

### Januar bis März
- 04. Januar: Tex Harding, US-amerikanischer Schauspieler († 1981)
- 06. Januar: Elfriede Rückert, deutsch-österreichische Schauspielerin († 2016)
- 28. Januar: Suzanne Flon, französische Schauspielerin († 2005)
- 29. Januar: John Forsythe, US-amerikanischer Schauspieler († 2010)

- 03. Februar: Joey Bishop, US-amerikanischer Schauspieler († 2007)
- 04. Februar: Yūzō Kawashima, japanischer Regisseur († 1963)
- 04. Februar: Ida Lupino, britische Schauspielerin und Regisseurin († 1995)
- 16. Februar: Patty Andrews, US-amerikanische Sängerin und Schauspielerin († 2013)
- 19. Februar: Fay McKenzie, US-amerikanische Schauspielerin († 2019)

- 02. März: Eva Ponto, deutsche Filmeditorin († 2025)
- 07. März: Rolf Thiele, deutscher Regisseur († 1994)
- 21. März: Verna Fields, US-amerikanische Filmeditorin († 1982)
- 24. März: Gerd Martienzen, deutscher Schauspieler und Synchronsprecher († 1988)
- 31. März: Ted Post, US-amerikanischer Regisseur († 2013)

### April bis Juni
- 07. April: Rudolf Nussgruber, österreichischer Regisseur († 2001)
- 08. April: Heidemarie Hatheyer, österreichische Schauspielerin († 1990)
- 15. April: Hans Billian, deutscher Regisseur († 2007)
- 16. April: Syd Cain, britischer Filmarchitekt († 2011)

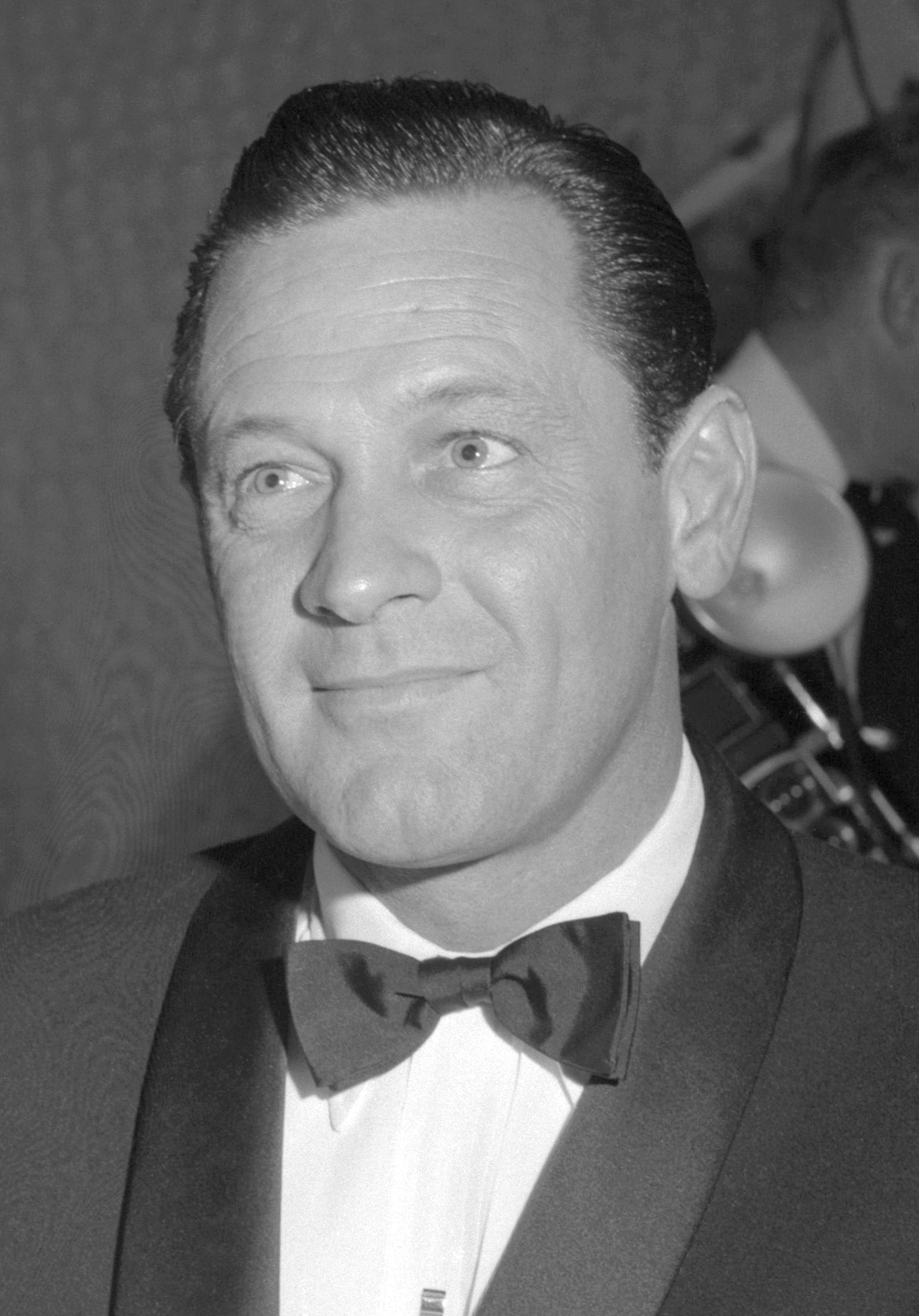
William Holden (* 17. April)

- 17. April: William Holden, US-amerikanischer Schauspieler († 1981)
- 18. April: Gabriel Axel, dänischer Regisseur und Drehbuchautor († 2014)
- 18. April: Shinobu Hashimoto, japanischer Drehbuchautor, Regisseur und Produzent († 2018)

- 05. Mai: Peter Herden, deutscher Schauspieler († 2013)
- 07. Mai: Claude Farell, österreichische Schauspielerin († 2008)
- 15. Mai: Joseph Wiseman, kanadischer Schauspieler († 2009)
- 16. Mai: George Leonard Wallace, australischer Schauspieler und Komiker († 1968)
- 18. Mai: Massimo Girotti, italienischer Schauspieler († 2003)
- 20. Mai: Patricia Ellis, US-amerikanische Schauspielerin und Sängerin († 1970)
- 25. Mai: Claude Akins, US-amerikanischer Schauspieler († 1994)

- 01. Juni: Frank Cordell, britischer Komponist und Dirigent († 1980)
- 04. Juni: John DeCuir, US-amerikanischer Szenenbildner und Artdirector († 1991)
- 08. Juni: Robert Preston, US-amerikanischer Schauspieler († 1987)
- 08. Juni: Gunther Philipp, österreichischer Schauspieler († 2003)
- 10. Juni: Barry Morse, britischer Schauspieler († 2008)
- 10. Juni: Patachou, französische Schauspielerin († 2015)
- 11. Juni: Jane Bryan, US-amerikanische Schauspielerin († 2009)
- 13. Juni: Ben Johnson, US-amerikanischer Schauspieler († 1996)

### Juli bis September
- 02. Juli: Franz Marischka, österreichischer Regisseur († 2009)
- 07. Juli: Werner Peters, österreichischer Schauspieler († 1971)

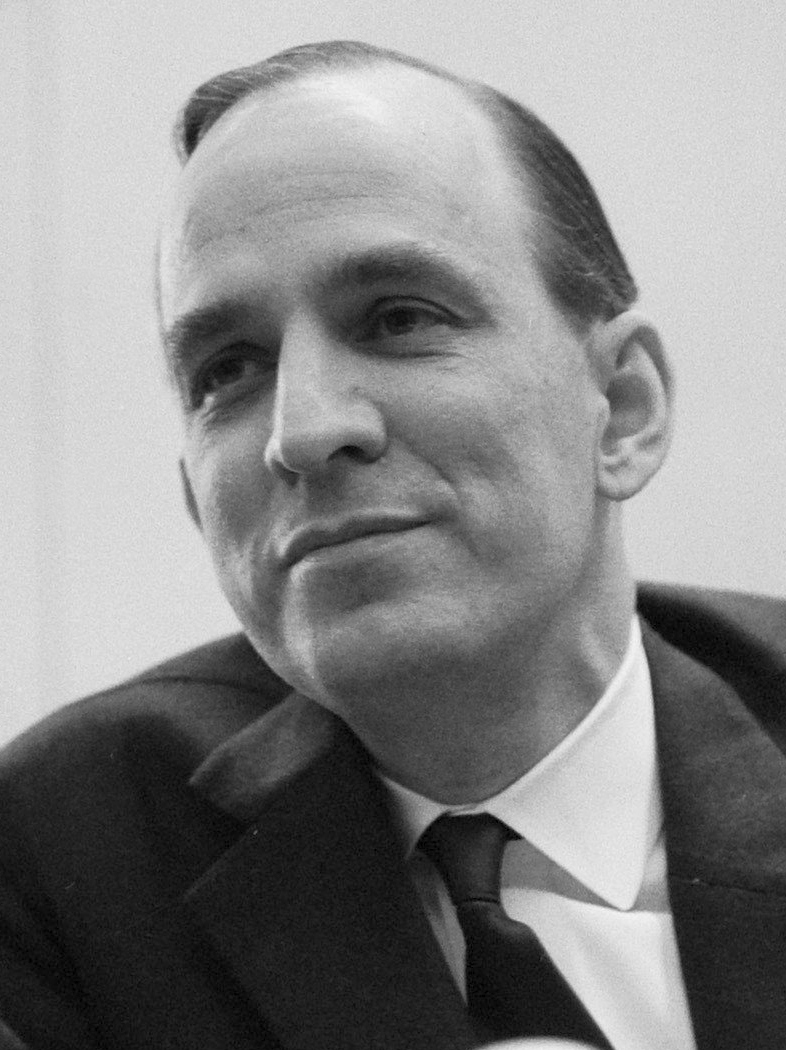
Ingmar Bergman (* 14. Juli)

- 14. Juli: Ingmar Bergman, schwedischer Regisseur († 2007)
- 25. Juli: Annemarie Cordes, deutsche Schauspielerin und Synchronsprecherin († 1998)
- 25. Juli: Nan Grey, US-amerikanische Schauspielerin († 1993)
- 26. Juli: Marjorie Lord, US-amerikanische Schauspielerin († 2015)

- 01. August: Artur Brauner, deutscher Produzent († 2019)
- 04. August: Claus Holm, deutscher Schauspieler († 1996)
- 09. August: Robert Aldrich, US-amerikanischer Regisseur († 1983)
- 21. August: Jacques Monod, französischer Schauspieler († 1985)
- 27. August: Anneliese Uhlig, deutsche Schauspielerin († 2017)
- 31. August: Alan Jay Lerner, US-amerikanischer Songtexter und Drehbuchautor († 1986)

- 03. September: Susi Nicoletti, österreichische Schauspielerin († 2005)
- 21. September: Karl Slover, US-amerikanischer Schauspieler († 2011)
- 27. September: James McCallion, US-amerikanischer Schauspieler († 1991)

### Oktober bis Dezember
- 03. Oktober: John Olden, österreichischer Regisseur († 1965)
- 13. Oktober: Robert Walker, US-amerikanischer Schauspieler († 1951)

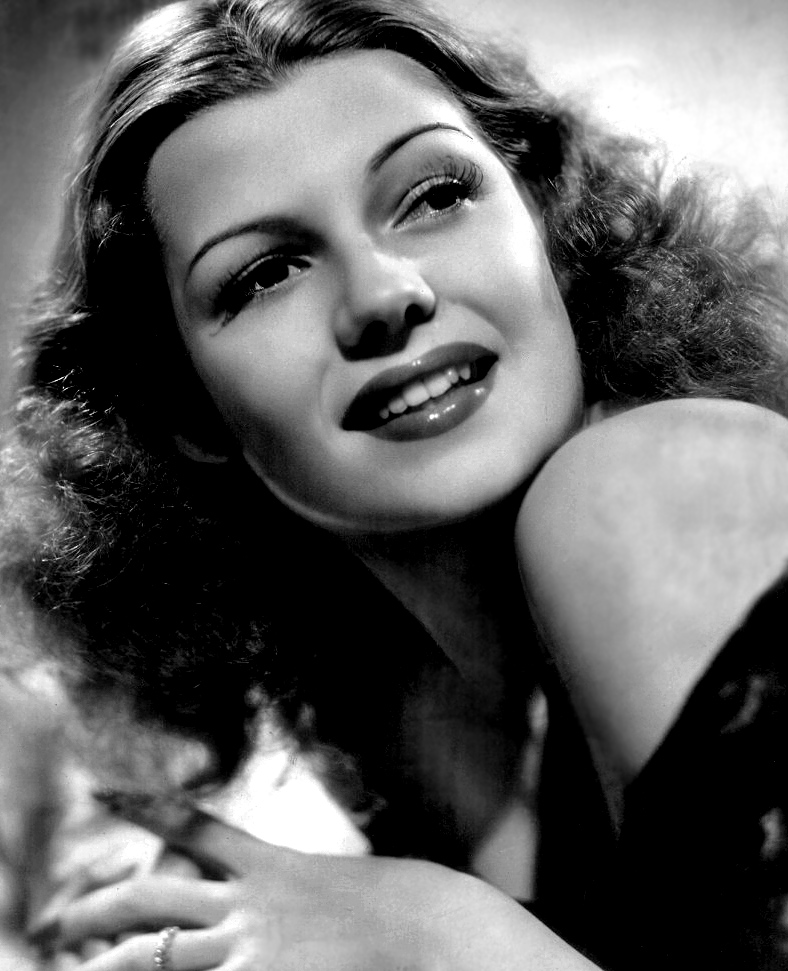
Rita Hayworth (* 17. Oktober)

- 17. Oktober: Rita Hayworth, US-amerikanische Schauspielerin († 1987)
- 22. Oktober: Paul Edwin Roth, deutscher Schauspieler († 1985)
- 23. Oktober: James Daly, US-amerikanischer Film- und Theaterschauspieler († 1978)
- 23. Oktober: Ulrik Neumann, dänischer Komponist und Schauspieler († 1994)
- 26. Oktober: Bruno Carstens, deutscher Schauspieler († 2001)
- 27. Oktober: Teresa Wright, US-amerikanische Schauspielerin († 2005)
- 29. Oktober: Diana Serra Cary, US-amerikanische Schauspielerin († 2020)

- 04. November: Art Carney, US-amerikanischer Schauspieler († 2003)
- 04. November: Cameron Mitchell, US-amerikanischer Schauspieler († 1994)
- 30. November: Efrem Zimbalist, Jr., US-amerikanischer Schauspieler († 2014)

- 10. Dezember: Anne Gwynne, US-amerikanische Schauspielerin († 2003)

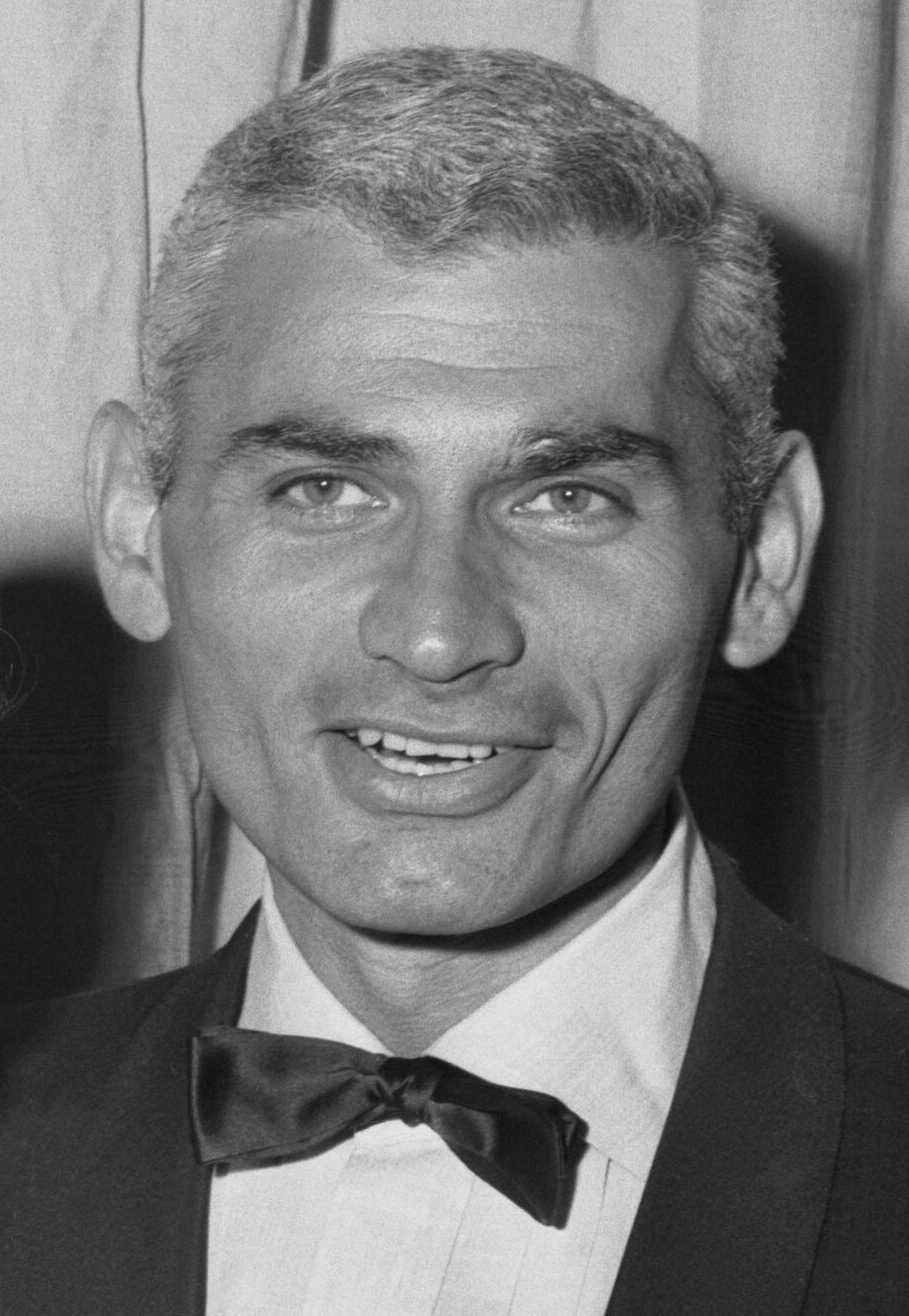
Jeff Chandler (* 15.
Dezember)

- 15. Dezember: Jeff Chandler, US-amerikanischer Schauspieler († 1961)
- 20. Dezember: Audrey Totter, US-amerikanische Schauspielerin († 2013)
- 28. Dezember: Hans Schaufuß, deutscher Schauspieler († 1941)

## Gestorben
- 15. Februar: Vernon Castle, US-amerikanischer Tänzer (* 1887)
- 12. August: Anna Held, US-amerikanische Schauspielerin (* 1873)
- 19. Oktober: Harold Lockwood, US-amerikanischer Schauspieler (* 1887)
- 27. Dezember: Birt Acres, britischer Filmpionier (* 1854)